# Steindachnerina elegans
Steindachnerina elegans és una espècie de peix de la família dels curimàtids i de l'ordre dels caraciformes.

## Morfologia
- Els mascles poden assolir 10,6 cm de llargària total.
- Nombre de vèrtebres: 32-33.[3]

## Hàbitat
Viu en zones de clima tropical entre 24 °C - 27 °C de temperatura.

## Distribució geogràfica
Es troba a Sud-amèrica: rius Pardo i Jequitinhonha a Bahia i Minas Gerais, conca del riu São Francisco i rius costaners de Bahia (Brasil).